# Fuck the System
Fuck the System är ett musikalbum av det skotska punkbandet The Exploited, utgivet 2003.

## Låtlista
1. "Fuck the System" - 3:34
2. "Fucking Liar" - 2:34
3. "Holiday in the Sun" - 2:24
4. "You're a Fucking Bastard" - 2:38
5. "Lie to Me" - 2:16
6. "There Is No Point" - 2:06
7. "Never Sell Out" - 2:35
8. "Noize Annoys" - 2:07
9. "I Never Changed" - 1:59
10. "Why Are You Doing This to Me" - 2:25
11. "Chaos Is My Life" - 2:11
12. "Violent Society" - 2:14
13. "Was It Me" - 4:32